# Dmitriy Ilinikh
Dmitriy Sergeyevich Ilyinykh (em russo:  Дмитрий Сергеевич Ильиных; Adler, 31 de janeiro de 1987) é um jogador de voleibol russo, integrante da equipe que conquistou a medalha de ouro nos Jogos Olímpicos de 2012, em Londres.

## Carreira
Ilinykh integrou com sucesso as categorias de base da Rússia, onde conquistou um título mundial em 2005 e outro europeu em 2006. Em 2009 conquistou a medalha de ouro na Universíada de Belgrado.
Pela seleção russa principal conquistou a medalha de ouro na Liga Mundial de 2011 e nas Olimpíadas de Londres em 2012.